# Hektor Kapustík
Hektor Kapustík (* 23. April 2007 in Badín) ist ein slowakischer Skispringer und Nordischer Kombinierer.

## Werdegang
Im Sommer 2019 nahm Hektor Kapustík an seinem ersten internationalen Wettkampf, einem Kinderspringen in Ruhpolding, teil und wurde Sechster von 26. In diesem Jahr nahm er nur an einem weiteren Springen in Rasnov teil, wo er als 20. alle seine Landsleute hinter sich lassen konnte. Nach einem weiteren Kinderwettbewerb im folgenden Winter (Vierter von fünf Teilnehmern) folgten zweieinhalb Jahre Pause. 
Im August 2022 debütierte er dann in Frenštát im FIS-Cup, konnte zunächst aber keine Punkte erzielen. In derselben Saison war er auch Teilnehmer der Juniorenweltmeisterschaften, bei denen er 19. wurde. Im Anschluss kam er noch bei mehreren FIS-Cups in Szczyrk und Zakopane in die Top 30, darunter einmal als Achter.
Im Anschluss debütierte er auch in Zakopane im Continental-Cup und holte in zwei Wettkämpfen seine ersten Punkte in dieser Wettkampfserie. Am 7. Oktober 2023 gewann er in Râșnov ein Nachwuchsspringen vor Jakub Karkalík und Alan Gobosowi.
In der Saison 2023/24 startete er erst bei den Europaspielen, wo er von der Normalschanze 37. und von der Großschanze 23. wurde. Dann debütierte er auch im Skisprung-Grand-Prix und konnte sich bei jedem Versuch für die Wettkämpfe qualifizieren. Sein bestes Ergebnis war ein 36. Platz in Szczyrk.
Am 20. Dezember 2024 nahm Kapustík erstmals an einer Qualifikation im Weltcup teil, blieb aber erfolglos.
Seine Schwester Kira Mária Kapustíková ist ebenfalls Skispringerin und Nordische Kombinierin.

## Statistik

### Continental-Cup-Platzierungen
| Saison  | Platz | Punkte |
| ------- | ----- | ------ |
| 2022/23 | 106.  | 012    |